# Institut Henri-Poincaré
Pour les articles homonymes, voir Poincaré et IHP.
L'institut Henri-Poincaré (IHP) est un institut de recherches mathématiques du CNRS et de Sorbonne Université situé au cœur du « campus Curie » dans le 5e arrondissement de Paris, sur la montagne Sainte-Geneviève.

## Histoire
Au lendemain de la Première Guerre mondiale, les mathématiciens Émile Borel en France et George Birkhoff aux États-Unis persuadent des mécènes américains (Fondation Rockefeller) et français (Edmond de Rothschild) de financer la construction d'un bâtiment appelé à devenir un centre de cours et d'échanges internationaux en mathématiques et physique théorique, s'appuyant notamment sur un rapport constatant le peu de place accordée à ce domaine dans le champ académique français. L'institut est inauguré le 17 novembre 1928 et est baptisé du nom du mathématicien français Henri Poincaré (1854-1912),.
Dès son origine, l'établissement a pour but de promouvoir la physique mathématique et devient rapidement un lieu de rencontres central pour toute la communauté scientifique française : grâce au niveau très élevé de ses enseignants-chercheurs, parmi lesquels, outre Borel, on compte Louis de Broglie, Francis Perrin ou encore Léon Brillouin, et à la richesse de sa bibliothèque, il devient « la Sorbonne des mathématiciens », accueillant des orateurs internationalement reconnus à l'instar d'Albert Einstein ou de Vito Volterra.
Depuis la fin des années trente, pour répondre aux besoins de calcul des laboratoires civils ou militaires ou d'acteurs de l'industrie et de l'économie, l’IHP se dote de services de calcul numérique, qui seront en première ligne après le déclenchement de la Seconde Guerre mondiale et serviront essentiellement aux calculs balistiques. Ces laboratoires, équipés d’un calculateur électronique Bull dès 1957, feront de l'IHP l’un des berceaux de l’informatique en France.
Les années 1950 constituent une période faste pour l'IHP qui, devant le succès rencontré par le séminaire Bourbaki et la difficulté à accueillir dans ses locaux la forte affluence que celui-ci engendre, se voit octroyer des crédits pour agrandir le bâtiment, l'élevant de deux étages supplémentaires en 1954, et permettant à la bibliothèque, à l'étroit au premier étage, d'occuper toute la superficie du quatrième étage. C'est à cette période que les mathématiciens André Weil et Henri Cartan initient le « thé des mathématiciens » pour permettre des échanges informels entre les chercheurs tous les mercredis, dans les sous-sols de l'Institut, tradition qui perdurera ensuite jusqu'à la fin des années 1970.
Le mouvement étudiant de mai 68 n'épargne pas l'Institut Henri-Poincaré qui devient le centre de la contestation au sein de la communauté mathématique. Paul Belgodère, bibliothécaire en chef et secrétaire général de l'Institut, renseigne la Préfecture de police au sujet de l'agitation étudiante, « pour rétablir la propreté et la dignité du campus », mais veille à ce que les diverses sensibilités puissent s'exprimer, en mettant auprès des professeurs et des chercheurs les amphithéâtres à disposition ainsi que les tableaux d'affichage. Les figures de Paul Belgodère, de Paul Malliavin et de René Deheuvels sont principalement ciblées, ainsi que Pierre Lelong, dans une moindre mesure pour ses liens avec De Gaulle. La loi Faure du 12 novembre 1968 entérine la disparition de la Faculté des Sciences et Marc Zamansky, son doyen, ne voit plus d'avenir pour l'Institut Henri-Poincaré, dont la gestion échoue alors au Rectorat de Paris, d'autant plus que l'ancien site de la Halle aux Vins voit l'inauguration en 1970 du Campus de Jussieu. Il propose à Paul Belgodère de venir prendre la tête de la bibliothèque de ce nouveau campus mais après quelques hésitations, celui-ci décline. Bien que les années 1969 et 1970 soient compliquées puisque l'Institut ne bénéficie plus des financements de leur autorité de tutelle, il ne cesse cependant pas d'être plébiscité par les mathématiciens pour leurs manifestations académiques. La Société Mathématique de France, dont Paul Belgodère est le secrétaire, consacre ainsi durant ces années une partie de ses activités administratives à la sauvegarde du lieu. De 1970 à 1976, aucun conseil d'administration de l'Institut ne s'est réuni.
Après le départ de Borel, la direction de l'IHP est successivement assurée par Paul Montel, de 1949 à 1975, et par Charles Pisot, de 1975 à 1984 avec le concours du secrétaire général, Paul Belgodère, qui assurera la gestion des affaires courantes jusqu'à son départ à la retraite en 1986. Les années 1970 et 1980 sont néanmoins marquées par une traversée du désert pour l'IHP qui doit faire face à l'octroi, après la parution d'un arrêté ministériel le 25 mai 1980 consacrant l'indivision du bâtiment, par le rectorat de Paris de certains de ses espaces pour des laboratoires ayant trait à la marge avec les mathématiques, comme l'Institut de Sciences Mathématiques et Economiques Appliquées (ISMEA), dirigé par François Perroux puis par Gérard de Bernis, voire y étant tout à fait étranger comme ce fut le cas pour le Centre d’Études Nord-Américaines (CENA) ou le Centre de Recherches sur le Japon (CRJ), dépendant tous deux de l'EHESS, si bien que ne subsistent que la bibliothèque au quatrième étage et le troisième étage occupé par la première section de l'EPHE dirigée par René Deheuvels, considérée par le rectorat comme la continuation des activités mathématiques de l'IHP. Comme le note le mathématicien Martin Andler, « l’IHP était le symbole [pour les mathématiciens de sa génération] de toute l’indifférence des mathématiciens par rapport aux questions matérielles. Un institut complètement délabré dont la gestion se faisait n’importe comment, qui avait sombré dans une espèce de maniaquerie administrative. » 
De fortes tensions, sur fond de querelles politiques, s'installent à l'IHP dès le début des années 1980, René Deheuvels dénonçant des manœuvres émanant de professeurs « d'obédience ou de sympathie communiste » pour se réapproprier l'IHP au détriment de la première section de l'EPHE qu'il dirige. Le mathématicien Jean-Pierre Aubin fonde une Association IHP en 1982 pour appuyer un nouveau projet pour l'Institut qui vise à en faire un lieu de rencontre international pour les mathématiciens et les physiciens. En 1983, une large campagne de courriers adressés à Hélène Ahrweiler, recteur de l'Académie de Paris, est lancée et des mathématiciens comme Ivar Ekeland, Pierre Cartier, Pierre-Louis Lions, Michel Broué ou Jean Leray apportent leur soutien à Jean-Pierre Aubin. La disparition en 1984 de Charles Pisot fragilise encore plus la situation de l'IHP et Pierre Lelong, qui lui succède, fait rattacher l'Institut à Paris VI et fond l'Association IHP dans une Unité de service du CNRS (63). L'année suivante, Nicole El Karoui et Bernard Teissier sont mandatés pour prendre la tête de cette unité de service et ils vont contribuer, bientôt rejoints par le physicien Bernard Julia, à développer leur projet sur l'avenir de l'IHP pendant cinq ans.
C'est dans les années 1990 que l'institut devient à la fois un institut à thèmes sur le modèle du Mathematical Sciences Research Institute (MSRI) à Berkeley et un lieu de contacts et de diffusion des savoirs.

## Structure et rayonnement
L'équipe administrative de l'IHP est composée d'environ 25 personnes. Il n'y a pas de chercheur permanent excepté le directeur et le directeur-adjoint. De 2009 à 2017, l’institut est codirigé par le mathématicien Cédric Villani (directeur), lauréat de la médaille Fields en 2010, et le cosmologiste français Jean-Philippe Uzan (directeur adjoint). Le 29 juin 2017, Cédric Villani, élu député quelques semaines plus tôt, démissionne. Il est remplacé le 1er janvier 2018 par Sylvie Benzoni.
L'institut est rattaché à Sorbonne Université et au CNRS, avec le statut administratif d'unité d'appui et de recherche (anciennement unité mixte de service).
L'institut est membre du laboratoire d'excellence CARMIN (Centres d'accueil et de rencontres mathématiques internationales) qui fédère les quatre instituts français de mathématiques à vocation nationale et internationale : institut Henri-Poincaré (IHP), Institut des hautes études scientifiques (IHES), Centre international de rencontres mathématiques (CIRM), Centre international de mathématiques pures et appliquées (CIMPA).
De septembre 2021 à février 2022, une exposition au sein de l'IHP rend hommage à son fondateur "Emile Borel, un mathématicien au pluriel", qui retrace sa vie, son parcours politique de maire de Saint-Affrique, à Ministre de la marine. L'exposition est délocalisée à Saint-Affrique, dans l'Aveyron, ville ou est né Emile Borel.
En septembre 2022, une délégation de l'IHP est reçue par le maire de Saint-Affrique Sébastien David, en présence de Sylvie Benzoni : l'IHP se voit décerner la médaille d'honneur de la Ville de Saint-Affrique, en reconnaissance au travail de mémoire sur son fondateur.

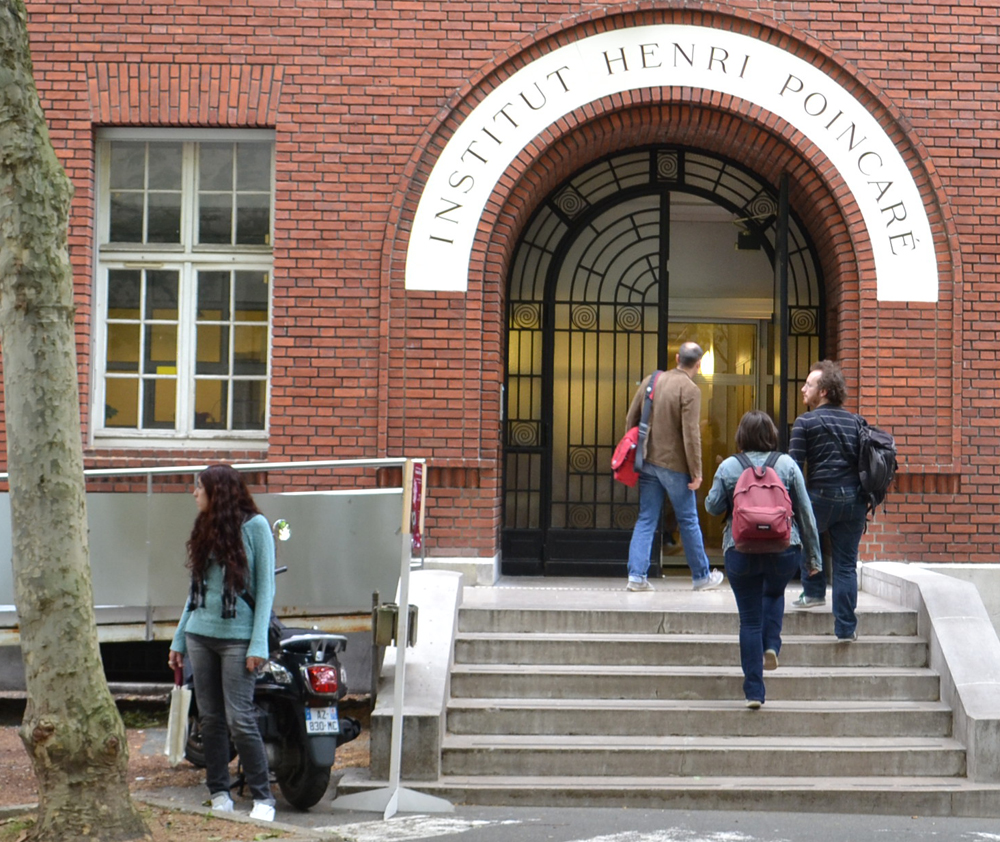
Porte d'entrée de l'institut.

## Activités scientifiques
Lieu d'accueil et d'échanges des mathématiques françaises et internationales, la « Maison des Mathématiques et de la physique théorique » accueille des programmes thématiques trimestriels, des collaborations intensives de courte durée (RIP), des cours doctoraux de haut niveau, des colloques et des séminaires sur des thèmes liés aux mathématiques et à des disciplines connexes comme la physique, la biologie ou l'informatique. Les thématiques sont sélectionnées par le Conseil de Programmation Scientifique de l'IHP. Environ 11 000 mathématiciens passent à l'institut chaque année.
En 2013, l'institut a lancé la « chaire Poincaré », un programme de recherche visant à faciliter et asseoir la carrière internationale de jeunes chercheurs. Les lauréats de l'édition 2013 étaient Denis Auroux, professeur à l'université de Berkeley et Iwan Corwin, professeur à l'université Columbia, les deux lauréats récompensés en 2014 étaient Jason Muller, professeur à l'institut de technologie du Massachusetts et Daniel Wise, professeur au département de mathématiques et statistiques de l'université MCGill. De nombreux autres séminaires et cycles de conférences se déroulent à l'IHP comme le séminaire Bourbaki, le séminaire Bourbaphy (physique), le Séminaire d'histoire des mathématiques ou d'autres plus spécialisés en algèbre, théorie des nombres, physique mathématique, courbes elliptiques…
L'institut assume également des responsabilités éditoriales au travers de quatre revues scientifiques internationales plus connues sous le nom des Annales de l'institut Henri-Poincaré (Journal of Theoretical and Mathematical Physics; Probability and Statistics; Non Linear Analysis et Combinatorics Physics and their Interactions) qui publient des articles originaux de haut niveau en recherche fondamentale.

## Mission de diffusion pédagogique des connaissances
L'institut héberge des associations et sociétés de promotion des mathématiques. Il est en quelque sorte une vitrine des mathématiques françaises. L'établissement coorganise et parraine de nombreux événements scientifiques et culturels destinés à un large public (2011 : Un dépaysement soudain à la Fondation Cartier ; 2011 : Hommage à Évariste Galois, 2012 : Centenaire de la disparition de Henri Poincaré, 2013 : Bicentenaire de la disparition de Joseph-Louis Lagrange …). En 2013, l'institut s'est doté d'un service audiovisuel pour produire des documentaires sur des mathématiciens d'exception. Plus récemment, il y a eu la publication d'un livre intitulé la Maison des mathématiques.

## Collection des modèles mathématiques
La bibliothèque de l'institut Henri-Poincaré possède une collection d'environ six cents modèles mathématiques que l'on peut grossièrement classer selon le matériau utilisé : verre, matériau plastique, carton, fil de fer, bois, fil à coudre sur bâti rigide, plâtre. Le patrimoine de l'IHP, d'abord constitué par une partie de la collection de Martin Schilling, s'est enrichi au fil des années, notamment avec des modèles en bois réalisés entre 1912 et 1914 par Joseph Caron, chef de travaux à l'École normale supérieure.
Dans le mouvement surréaliste, entre 1934 et 1936 Man Ray réalise une série photographique d'une vingtaine de modèles de l'institut ; il réalise par la suite une série de peintures les mettant en scène, intitulée « Équations shakespeariennes ». André Breton cite ces modèles mathématiques dans la revue Cahiers d'art en 1936.
La collection complète est disponible sur l'inventaire patrimoine.ihp.fr. 
En 2016, l'institut Henri-Poincaré organise avec le Conservatoire national des arts et métiers l'exposition : Claude Shannon : le magicien des codes.

## Directeurs
- 1928-1948 : Émile Borel
- 1949-1975 : Paul Montel
- 1975-1984 : Charles Pisot
- 1984-1985 : Pierre Lelong
- 1986-1987 : Bernard Teissier
- 1988-1989 : Jacques Stern
- 1990-1994 : Pierre Grisvard
- 1994-1998 : Joseph Oesterlé
- 1999-2008 : Michel Broué
- 2009-2017 : Cédric Villani
- 2017 : Patrice Le Calvez (administrateur provisoire)
- 2018-2024 : Sylvie Benzoni[23]
- 2025- : Jérémie Bouttier [24]

## Accès
Le campus où se situe l'institut Henri-Poincaré est desservi par le métro de Paris (stations Monge ou Cluny-La Sorbonne) et par la ligne B du RER (Gare du Luxembourg).